# Blindungan
Blindungan is een bestuurslaag in het regentschap Bondowoso van de provincie Oost-Java, Indonesië. Blindungan telt 5534 inwoners (volkstelling 2010).